# پتروف (ناحیه بلانسکو)
پتروف (به چکی: Petrov) یک منطقهٔ مسکونی در جمهوری چک است که در ناحیه بلانسکو واقع شده‌است. پتروف ۳٫۱۵ کیلومتر مربع مساحت و ۱۴۸ نفر جمعیت دارد و ۵۱۵ متر بالاتر از سطح دریا واقع شده‌است.